# Visseltimalia
Visseltimalia (Malacopteron palawanense) är en fågel i familjen marktimalior inom ordningen tättingar.

## Utseende
Visseltimalian är en medelstor (17–18 cm) timalia som till utseendet liknar rostkronad timalia. Den har rostbrun framhjässa med svag svart fjällning, rostbrun till olivbrun ovansida samt rostbrun övergump och stjärt.. I ansiktet syns askgrått på tygel, ögonbrynsstreck och kring ögat, medan den är ljust gråbrun på örontäckarna och nedre delen av ansiktet. På undersidan är den silkesvit med otydliga sparsamma strimmor på haka, strupe och övre delen av bröstet, medan resten av undersidan är gråbeige. Näbben är försedd med en krok längst ut.

## Utbredning och status
Fågeln föreommer i sydvästra Filippinerna på öarna Balabac och Palawan. Den behandlas som monotypisk, det vill säga att den inte delas in i några underarter.

## Levnadssätt
Visseltimalian hittas i ursprunglig och äldre uppväxande städesgrön skog. Den är begränsad till låglänta områden kring 100 meters höjd över havet. Fågeln ses vanligen enstaka eller i smågrupper, födosökande i de nedre regionerna. Födan är dåligt känd, men tros leva av små ryggradslösa djur och vissa vegetabilier. Fåglar i häckningstillstånd har setts februari–mars samt i maj, men i övrigt är häckningsbiologin okänd.

## Status
Visseltimalia tros minska relativt kraftigt i antal på grund av habitatförstörelse. Internationella naturvårdsunionen IUCN listar därför arten som nära hotad.